# Хаджимба, Рауль Джумкович
Рауль Джу́мкович Хаджимба (абх. Рауль Џьумка-иҧа Ҳаџьымба; род. 21 марта 1958, Ткварчели, Очамчырский район, Абхазская АССР, Грузинская ССР, СССР) — абхазский государственный и политический деятель, президент Республики Абхазия с 25 сентября 2014 по 12 января 2020 года.
С 2003 по 2004 год — премьер-министр Абхазии; с 2005 по 2009 годы — Вице-президент Абхазии. Лидер партии «Форум народного единства Абхазии». В 2009—2014 годах — депутат Народного собрания Абхазии.
Пять раз претендовал на пост президента Абхазии — в 2004, 2009, 2011, 2014 и 2019 годах, впервые одержал победу с четвёртой попытки.
24 августа 2014 года избран четвёртым в истории страны Президентом Республики Абхазия. Вступил в должность 25 сентября 2014 года, конституционный срок полномочий составляет 5 лет.
В период президентства Хаджимбы в Абхазии был создан Конституционный суд.
8 сентября 2019 года был избран президентом Абхазии на второй 5-летний срок. Однако 10 января 2020 года Верховный суд Абхазии отменил итоги выборов и признал их несостоявшимися. 12 января 2020 года Хаджимба ушёл в отставку.

## Биография
Родился в Ткуарчале 21 марта 1958 года. Относится к этнографической группе абжуйских абхазов. Происходит из семьи ассимилированных абхазов турецкого происхождения, до 1936 года род Хаджимбы носил фамилию Хаджи-оглы; фамилия Хаджимба в исторических и генеалогических документах Абхазии до первой трети XX века не упоминается. Согласно другим данным, его семья происходит из Очамчирского района Абхазии, а затем его отец переехал в село Эшера. Дом его семьи в селе Эшера — рядом с домом Владислава Ардзинбы, вдова которого Светлана Джергения баллотировалась в вице-президенты в паре с кандидатом в президенты Хаджимбой в 2011 году.

## Начало карьеры
После окончания средней школы работал слесарем на Ткварчельской ГРЭС.
С 1976 по 1978 годы служил в Советской армии в войсках ПВО. После увольнения в запас работал в Ткварчельском горкоме комсомола.
С 1978 по 1979 годы работал слесарем в доме отдыха «Гумиста» Сухумского района.
После окончания юридического факультета Абхазского государственного университета в 1984 году начал работать юрисконсультом Сухумского химзавода.

## Кадровый сотрудник КГБ
С 1985 по 1986 годы учился в Минской школе КГБ для лиц с высшим образованием.
С 1986 по 1992 годы был сотрудником Ткварчельского горотдела КГБ Абхазии.

## Война в Абхазии и карьера в абхазских спецслужбах
Во время грузино-абхазского конфликта 1992—1993 годов был начальником службы военной разведки и контрразведки Восточного фронта. Основным профилем деятельности Хаджимбы была радиоразведка, осуществлявшаяся из подвала неприметного здания в Ткуарчале. За боевые заслуги награждён орденом Леона.
После окончания войны с 1993 по 1995 годы работал начальником отдела Службы государственной безопасности Республики Абхазия. В 1995—1996 годах контрразведчик Хаджимба, которого тогда мало кто знал в лицо, в агентурно-оперативных целях устроился водителем автомобиля в международную гуманитарную организацию «Первичная помощь» (Premiere Urgence), занимавшуюся возрождением сельского хозяйства Абхазии и восстановлением разрушенных зданий. Эта работа, в частности, давала ему несанкционированный доступ к документации миротворческих сил ООН, базировавшихся в Абхазии. Весной 1996 года Хаджимба возобновил деятельность на руководящих постах в силовых структурах Абхазии.

## В правительстве Абхазии
В 1996—1998 годах — начальник отдела по борьбе с контрабандой Государственного таможенного комитета Абхазии.
В 1998—1999 годах — заместитель председателя Государственного таможенного комитета. Только с этого времени фамилия Хаджимбы начала регулярно появляться в официозной печати Абхазии.
С 1999 по 2001 год — председатель Службы государственной безопасности Республики Абхазия и одновременно первый вице-премьер Республики Абхазия.
В 2001—2002 годах — первый вице-премьер Республики Абхазия.
В 2002—2003 годах — министр обороны, вице-премьер Абхазии.
С апреля 2003 до октября 2004 года — премьер-министр Абхазии. За полтора года фактического пребывания во главе Абхазии, когда первый президент республики, основатель независимого абхазского государства Владислав Ардзинба уже был тяжело болен и отошёл от дел , Хаджимбе не удалось провести необходимые реформы и обеспечить рост уровня жизни в Абхазии. Отчасти это было связано с отстранённой позицией России, ещё не определившейся с признанием суверенитета Абхазии и опасавшейся вкладывать в республику солидные инвестиции. Тем не менее с согласия и одобрения Ардзинбы Хаджимба был выдвинут кандидатом на пост президента — в качестве преемника первого абхазского лидера. Ближайшее окружение Ардзинбы — его жена Светлана Джергения, начальник Службы охраны Алмасбей Кчач (как потом установлено следователями Национального антитеррористического комитета РФ, тесно связанный с лидерами абхазского филиала террористической организации «Имарат Кавказ» и являвшийся организатором покушений на третьего президента Абхазии Александра Анкваба) и племянник, крупный бизнесмен и криминальный авторитет Павел Ардзинба — взяли перспективного политика Хаджимбу в плотное кольцо опеки. Уже в начале 2004 года Ардзинба в одном из своих последних, завещательных интервью назвал Хаджимбу своим «самым удачным кадровым приобретением». В мае 2004 года кандидат в президенты Хаджимба впервые встретился с президентом РФ Владимиром Путиным в Сочи, куда Рауль Джумкович был приглашён для обсуждения положения ветеранов Великой Отечественной войны, проживающих в Абхазии. В период премьерства Хаджимбы на почве неприязни к властно-бюрократической верхушке, правившей в Абхазии от имени тяжело больного президента Ардзинбы, которого с течением времени всё более воспринимали как символ, а не как носителя реальной власти, резко активизировались оппозиционные настроения. Оппоненты председателя правительства Хаджимбы объединились с целью противостояния клану Ардзинбы, что не лучшим образом сказалось на паблисити и предвыборном рейтинге Хаджимбы, заметно уступавшего в популярности ветерану абхазской политики, широко известному в народе Сергею Багапшу.

## Борьба за пост президента Абхазии

### До признания независимости членами ООН
На президентских выборах в Абхазии 2004 года Хаджимба проиграл Сергею Багапшу, собрал 30 815 голосов, что составило 32 %. После поражения впервые организовал массовые протестные акции в Абхазии, перешедшие в вооружённое гражданское противостояние, в результате которого от шальной пули погибла учёный и общественный деятель 78-летняя Тамара Шакрыл. В качестве серьёзного аргумента против избранного президента Хаджимба регулярно упоминал на митингах о том, что жена Багапша Марина Шония по национальности грузинка, и сам Багапш в силу этого родственного обстоятельства прогрузински настроен. После бурных волнений и вмешательства российских посредников, Хаджимба добился проведения новых президентских выборов 12 января 2005 года, на которые по рекомендации абхазских старейшин пошёл в паре с Багапшем, — в качестве вице-президента, оттеснив с этой позиции Станислава Лакобу. Мирный выход из внутриабхазского кризиса был найден при решающей роли руководителя избирательного штаба Багапша, полковника милиции в отставке Александра Анкваба, свидетельствовал российский посредник, вице-спикер Госдумы Сергей Бабурин.

### После признания независимости Абхазии членами ООН
С 2005 по 2009 годы — в должности вице-президента Республики Абхазия. В августе 2008 года, после пятидневной войны в Грузии, Россия официально признала независимость Абхазии и установила с ней дипломатические отношения. Хаджимба, находившийся со своим начальником Багапшем в прохладных и отчуждённых отношениях, к этому событию непосредственного отношения не имел, все годы вице-президентства находился в тени, существенных поручений от главы государства не получал. В это время продолжал заниматься оппозиционной деятельностью, исподволь готовясь к новому противостоянию с Багапшем на очередных президентских выборах 2009 года. Летом 2008 года премьер-министр России Владимир Путин приезжал в Сухум и провёл отдельную встречу с абхазской оппозицией, на которой, как отмечали наблюдатели, кроме Путина и Хаджимбы «никто рта не открыл». Данная необязательная для стандартной программы визитов российского премьера встреча (уже вторая с Хаджимбой) была истолкована обозревателями как некий кивок Путина в адрес абхазских оппозиционеров, газета «Georgian Times» отмечала, что «вышедший из лона советского КГБ Хаджимба считался и воспринимается по сей день главной опорой Кремля». За полгода перед выборами, 28 мая 2009 года, Хаджимба ушёл в отставку с поста вице-президента и политически дистанцировался от Багапша.
На президентских выборах в Абхазии 12 декабря 2009 года Хаджимба снова проиграл Багапшу, набрал в два раза меньше голосов, чем прежде — 15 584, что составило 15,32 %. В этот раз пост вице-президента занял «мозговой центр» штаба Багапша, экс-премьер Анкваб, Хаджимба же впервые за много лет оказался без официальной должности в исполнительной власти, на правах лидера уличной оппозиции.
После внезапной кончины Багапша 29 мая 2011 года от поздно диагностированного в Москве онкологического заболевания лёгких в Республике Абхазия началась внеочередная кампания по досрочным выборам президента. В русле однажды апробированной парадигмы команда Хаджимбы пыталась и на сей раз основного фаворита, вице-президента Анкваба, упрекнуть в прогрузинских настроениях, снова, среди прочего, педалируя 9-летний период работы полковника на руководящих постах МВД Грузинской ССР в Тбилиси (1981—1990), а также тему родственных связей соперника. Здесь вышел конфуз: для всеобщего ознакомления были официально опубликованы семейные сведения Анкваба, из которых следовало, что его супруга (в отличие от жены Багапша) — стопроцентная абхазка с сакральной для абхазов древней фамилией Лакоба.
26 августа 2011 года на президентских выборах в Абхазии 2011 года занял третье место с результатом 19,83 % голосов (всего 21177 человек), уступив Александру Анквабу (54,86 % голосов) и Сергею Шамбе (21,04 % голосов).
После этого Хаджимба возглавил оппозицию Анквабу, несколько раз устраивал публичные протестные мероприятия.

### Политический кризис 2014 года, последующие выборы и первый президентский срок
27 мая 2014 года в центре Сухума собрались несколько сотен возбуждённых оппозиционеров, которые потребовали от президента Анкваба проведения срочных реформ, затем сломали двери и разбили стёкла президентской резиденции. Хаджимба принял участие в переговорах с Анквабом, настаивая на отставке премьер-министра и ряда ключевых фигур силового блока. 28 мая, после того как в Сухуме при попустительстве российских посредников Владислава Суркова и Рашида Нургалиева начались массовые беспорядки, и толпа сторонников оппозиции заняла здание администрации президента, Хаджимба сообщил, что оппозиционеры объявили высшей властью Координационный совет оппозиции. Конституцией Абхазии такой орган власти не предусмотрен вовсе, однако при одобрении Народного собрания события уже набрали необратимый ход. 1 июня 2014 года под давлением митингующих и их сторонников в парламенте Президент Анкваб, не желая допустить кровопролития, ушёл в отставку. По опубликованной в прессе оценке полковника ФСБ РФ в отставке Сергея Бесфамильного, бывшего сотрудника Управления по защите конституционного строя, — экс-президент Анкваб, «запретивший своей охране стрелять в манифестантов, когда те захватывали его резиденцию, останется в истории Абхазии как гуманист», в то время как его ниспровергатель, новый президент Хаджимба приобрёл себе в ходе майских событий репутацию политического хулигана.
На протестной волне Хаджимба был выдвинут кандидатом в президенты Абхазии на досрочных выборах 24 августа 2014 года. При этом 22 тысячи жителей Гальского и Ткуарчальского районов, имеющих одновременно паспорта Республики Абхазия и Республики Грузия и ранее принимавших участие в выборах, по требованию Хаджимбы не были допущены к голосованию 2014 года. Что обеспечило Хаджимбе, не имевшему сторонников среди недружелюбно настроенных к нему грузин, значительное преимущество перед главным конкурентом Асланом Бжанией, занимавшему толерантную позицию по отношению ко всем национальным меньшинствам — грузинам, армянам и русским. Лица, имеющие одновременно абхазское и российское гражданство, к выборам допускались без ограничений.
Выдвинувшись в президенты, Хаджимба переступил через абхазскую клятву, данную им публично во время штурма резиденции президента, о том, что «не ищет себе места и никуда не пойдёт». Как отмечает в подробном анализе майских событий 2014 года бывший генпрокурор, соратник Ардзинбы и экс-премьер Абхазии Анри Джергения, Хаджимба принародно произнёс слово «Атоуба», а это клятва особой сакральной значимости, связанная с языческими верованиями абхазов. «Уважающий себя абхаз не мог переступить через такого рода клятву», — подчеркнул Джергения в декабре 2015 года и выразил мнение, что действия Хаджимбы в ходе госпереворота носили уголовно наказуемый характер.
Рауль Хаджимба победил на президентских выборах 24 августа 2014 года, став главой государства с четвёртой попытки. По мнению аналитиков, за Хаджимбу голосовали три противоположные по своим взглядам группы населения — абхазские националисты, выступающие под лозунгом «Абхазия для абхазов», пророссийские избиратели, а также все не желающие возвращения к власти семьи Владислава Ардзинбы и согласные ради сохранения мира хотя бы на его преемника и соседа Хаджимбу, против которого, как надеются, не будет восстания сторонников клана Ардзинбы.
По данным ЦИК Абхазии, в первом же туре Хаджимба набрал 50,6 % голосов, всего 50,5 тысяч голосов. Отрыв от ближайшего конкурента Аслана Бжании составил около 14 тысяч голосов. Вице-президентом в паре с Хаджимбой избран активный участник войны 1992-93 в Абхазии Виталий Габния. 25 сентября 2014 года Рауль Хаджимба и Виталий Габния официально вступили в должности президента и вице-президента соответственно.

### Второй президентский срок и политический кризис 2020 года
8 сентября 2019 года Хаджимба, по официальным данным Центризбиркома республики, избран президентом Абхазии на второй 5-летний срок. Во втором туре выборов он набрал 47,39 %, а его соперник, лидер партии «Амцахара» Алхас Квициния получил 46,17 % голосов. Поскольку Хаджимба не набрал более половины голосов, как того требует конституционный Закон о выборах президента, Квициния не признал итоги выборов. Оппозиционер оспаривал итоги в Верховном суде Абхазии, мотивируя тем, что никак не учтены голоса «против всех» (более 6,4 %), хотя они фактически повлияли на исход выборов. По логике оппозиции и её трактовке закона, оба кандидата получили больше голосов «против», чем «за», а следовательно, оба они не избраны, и нужно проводить новые выборы. Верховный суд первоначально отказал кандидату Квицинии, но затем, в январе 2020 года, после того как в республике начались массовые волнения и было захвачено здание администрации главы государства, направил дело на новое рассмотрение. Для нового разбирательства 10 января был сформирован другой состав судей кассационной коллегии. Определением Верховного суда Абхазии в тот же день итоги выборов отменены, они признаны несостоявшимися, постановлено назначить новые президентские выборы; определение суда вступило в законную силу с момента провозглашения. Повторные выборы назначены Центризбиркомом Абхазии на 22 марта 2020 года.
Другой причиной январских массовых беспорядков у резиденции президента стал арест охранника Хаджимбы Дато Ахалая, который подозревается в групповом нападении 22 ноября 2019 года, произошедшем в ресторане «Сан-Ремо» на набережной Сухума, в результате которого были застрелены криминальные авторитеты Астамур Шамба (Астик Гудаутский) и Алхас Авидзба (Хасик), от шальной пути погибла 22-летняя официантка Доминика Акиртава, а ещё два человека получили ранения. Это резонансное кровопролитие с жертвами повлекло отставки в силовых структурах республики. Свои должности потеряли, в частности, министр внутренних дел Абхазии Гарри Аршба и генеральный прокурор Зураб Ачба.
Согласно абхазскому законодательству, после отмены судом результатов выборов Хаджимба должен был исполнять обязанности президента Абхазии до новых выборов и приведения к присяге вновь избранного президента. 9 января 2020 года Народное собрание Абхазии на внеочередной сессии обратилось к Хаджимбе с призывом уйти в отставку с поста президента ради стабилизации обстановки. Хаджимба взял время на раздумье. Ряд экспертов полагают, что события являются бумерангом Политического кризиса в Абхазии 2014 года, а за массовыми протестами стоит лидер абхазской оппозиции, депутат Народного собрания, отставной генерал-майор госбезопасности Аслан Бжания.
12 января 2020 года Хаджимба ушёл в отставку с поста президента «во имя мира и сохранения стабильности в Абхазии». В будущем Хаджимба не намерен более баллотироваться на пост президента.

## Политические и духовные взгляды, идеологические установки
15 мая 2011 года крестившийся в годы войны с Грузией и лично знакомый с патриархами РПЦ Алексием II и Кириллом православный христианин Хаджимба принял участие в Церковно-народном собрании, прошедшем в Новоафонском православном монастыре по инициативе архимандрита Дорофея (Дбара). Собрание провозгласило автономную Священную митрополию Абхазии, которая постепенно должна быть преобразована в автокефальную Абхазскую православную церковь. Хаджимба счёл собрание легитимным несмотря на то, что в нём в соответствии с абхазскими традициями участвовали мусульмане и атеисты. Хаджимба выразил уверенность, что подобно тому, как РПЦ признала Грузинскую православную церковь через 26 лет после её провозглашения, она через много лет признает и Абхазскую церковь.
Рауль Хаджимба во многих источниках характеризуется как умеренный националист с чекистской закалкой, сторонник этнического абхазского государства с доминированием коренной нации на всех уровнях государственного и муниципального управления, негативно относящийся к перспективе вхождения Абхазии в состав России, непримиримый оппонент своего предшественника Александра Анкваба, противник паспортизации грузинского населения Абхазии, компактно проживающего в Очамчирском, Ткуарчальском и Гальском районах. В ходе предвыборной кампании Хаджимба обещал гражданам списать полученные ими в банках кредиты, что с учётом предельной закредитованности населения Абхазии вызвало значительный энтузиазм. Во внешнем облике Хаджимбы находят сходство с Сильвестром Сталлоне; из нелюдимого мрачного чекиста, которого учили на работе в КГБ молчать, Хаджимба за 10 лет карьеры в политике приобрёл популярность как зажигательный оратор. В сочетании с несомненной публичной харизмой для Хаджимбы в то же время характерны правовой и конституционный нигилизм, склонность к митинговой стихии и организации массовых протестных акций на улицах и площадях как средства решения любых государственных проблем, популизм, использование силовых методов воздействия и запугивания оппонентов, опора на маргинализующиеся группировки бывших участников грузино-абхазского конфликта и представителей кавказского криминалитета.

## Деятельность на посту президента Абхазии
27 августа 2014 года Хаджимба встретился в подмосковной резиденции Ново-Огарёво с президентом РФ Владимиром Путиным, обсудил с ним заключение нового договора о дружбе и сотрудничестве между Россией и Абхазией. В договоре должно быть предусмотрено создание общего пространства обороны и безопасности, открытие российско-абхазской границы. 13 октября 2014 года проект договора, который комментаторы оценили как шаг к политическому и оборонному единению Абхазии и России, был опубликован для всеобщего обсуждения.
24 ноября 2014 года Путин и Хаджимба подписали в Сочи Договор о союзничестве и стратегическом партнёрстве сроком на 10 лет, согласно которому создаётся общее оборонное пространство и совместная группировка войск, с перспективой полной военно-политической интеграции двух государств. Россия значительно, до 5 млрд руб. в год, увеличивает финансовую помощь Абхазии, включая социальные выплаты и пенсии. В январе 2015 года Госдума РФ ратифицировала этот договор.

## Личная жизнь и гражданство
Имеет гражданства Республики Абхазия и Российской Федерации.
Женат, его супругу зовут Саида Терентьевна Кучуберия. У них двое детей — дочь Диана и сын Инал.

## Награды
- Орден Леона
- Орден «За заслуги» II степени (Приднестровье, 2006 год)[58]
- Орден «За заслуги» I степени (Приднестровье, 2015 год)[59]
- Орден Дружбы (Республика Южная Осетия, 2015 год)[60]
- Орден Дружбы (ПМР) (2016)[61]
- Орден Омейядов (Сирия, 2018)[62]
- Знак «Почётный сотрудник госбезопасности Республики Абхазия»